# سیارک ۱۰۵۴۹
سیارک ۱۰۵۴۹ (به انگلیسی: 10549 Helsingborg، نامگذاری:1992RM2) ده هزار و پانصد و چهل و نهمین سیارک کشف شده‌است که در ۲ سپتامبر ۱۹۹۲ کشف شد.
قدر مطلق سیارک برابر ۱۴٫۲۰ است.